# Македонци у Пољској
Македонци (пољ. Macedończycy) Пољске чине малу мањину земље првенствено концентрисану у јужној и централној Пољској. Већина Македонаца у Пољској потиче од деце избеглица из Грчког грађанског рата. Процене говоре да је број македонских избеглица смештених у Пољској 11.458. Многи Македонци су емигрирали у Пољску након распада Југославије.

## Историја
Велика група избеглица од око 10.000 нашла је пут до области Доње Шлеске у Пољској након Грчког грађанског рата. У овој групи су били и Грци и Македонци. Процењује се да је 1970. године у Пољској било око 5.000 говорника македонског језика.

Избеглице из Грчке после Грчког грађанског рата припадале су различитим етничким групама, укључујући половину, како се наводи, македонске националности и говоре македонски језик. Према Алфреду Ф. Мајевичу и Томашу Вичеркијевичу:
Пољска администрација је подржала грчке избеглице у Пољској у насилној хеленизацији личних имена егејских Македонаца, чији су представници дошли у Пољску заједно са Грцима. (...) Пољске власти у блиској сарадњи са Организацијом политичких избеглица из Грчке наметнуле су ограничења школовању Македонаца и успешно их спречиле да створе сопствену организацију која би коначно могла да буде основана и званично призната тек 1989. године. Постојале су и препреке у приступу књижевности на македонском језику, а македонска верзија листа Димократис на грчком је престала да излази 1960-их.
Према процени из 1961-1962, у Пољској је било око 5.000 Македонаца, углавном концентрисаних у земљама Одре-Нисе.
Многи Грци су одлучили да се врате у Грчку након што им је Закон о амнестији из 1982. дозволио повратак, док је велики део Македонаца на крају напустио Пољску и отишао у Социјалистичку Републику Македонију. Књига под насловом „Македонска деца у Пољској“ (мкд. Македонските деца во Полска) објављен је у Скопљу 1987. године. Друга књига, „Политичке избеглице из Грчке у Пољској 1948–1975“ (пољ. Uchodźcy Polityczni z Grecji w Polsce; 1948–1975) је такође објављен 1989. „Удружење Македонаца у Пољској“ (пољ. Towarzystwo Macedończyków w Polsce, мкд. Друштво на Македонците во Полска) основан је како би лобирао код грчке владе да дозволи слободан повратак деце избеглица из грађанског рата у Грчку.

## Статус мањине
Тренутно је пуна законска заштита ограничена на ове националне мањине које су групе пољских држављана, „старе”, „домаће” и неимигрантског порекла. Ова перспектива је условила да групе Грка и Македонаца које су признате као националне мањине од 1950-их, од почетка 1990-их, држава не третира као националне мањине.
Одговарајући на питање Брунона Синака, председника Кашупско-померанског удружења, на састанку који је организовао Савет Европе 2002. године, Добијеслав Рземијенијевски, шеф Одсека за националне мањине у Министарству унутрашњих послова и администрације, објаснио је да Грци и Македонци „нису класификовани као националне мањине јер не испуњавају услов традиционалног пребивалишта на територији Републике Пољске”.
Студије македонског језика одржавају се на Универзитету Шлеске у Катовицама од 1987/1988.